# André Neury
André Neury (3 settembre 1921 – 9 maggio 2001) è stato un calciatore svizzero, di ruolo difensore.